# Drassodes lacertosus
Drassodes lacertosus es una especie de araña araneomorfa del género Drassodes, familia Gnaphosidae. La especie fue descrita científicamente por O. Pickard-Cambridge en 1872.
La longitud del prosoma del macho es de 2,7-5,5 milímetros y el de la hembra 4,6-5,2 milímetros. La longitud del cuerpo del macho es de 4,6-5,2 milímetros y de la hembra 9,7-12,9 milímetros. La especie se distribuye por Grecia, Turquía, Israel y Siria.